# Arctia bijuncta
Arctia bijuncta là một loài bướm đêm thuộc phân họ Arctiinae, họ Erebidae.